# متلازمة تضاعف 1q21.1
تُعد متلازمة تضاعف 1q21.1 حالة زيغ نادرة في الصبغي 1. 
توجد نسختين متطابقتين من كل صبغي في الخلية البشرية. تحدث متلازمة تضاعف 1q21.1 بسبب تركيب زائد في أحد نسختي الصبغي 1 بسبب تكرر جزء من المادة الوراثية مرتين أو أكثر. من اليسار، تشير الأرقام وحرف q في التسمية 1q21.1 إلى الصبغي 1، وتشير q إلى الذراع الطويلة للصبغي 1، ويشير الرقم 21.1 إلى الجزء من الذراع الطويلة الذي يحمل التضاعف.
في مقابل التضاعف المذكور، توجد حالة يحدث فيها حذف 1q21.1. في حال وجود التضاعف، تتشكل نسختين أو ثلاث نسخ متماثلة من جزء من الحمض النووي في موضع معين، أما في متلازمة الحذف، يُفقد جزء من الحمض النووي في الموضع ذاته. تشير الأدبيات إلى النسخ المتأثرة بالحذف والتكرار باسم نسخ متغايرة العدد في 1q21.1.
تؤدي النسخ متغايرة العدد إلى نمط ظاهري متغير للغاية وتكون المظاهر لدى الأفراد مختلفة تمامًا. يعيش بعض من الأشخاص حاملي المتلازمة حياة طبيعية، بينما يعاني آخرون من أعراض تأخر النمو ومن تشوهات جسدية مختلفة.

## العلامات والأعراض
تشمل الأعراض المعروفة حاليًا:
- التوحد أو السلوكيات التوحدية
- اضطراب فرط الحركة ونقص الانتباه
- صعوبات التعلم
- كبر الرأس
- تشوه في الوجه - خفيف
- جبهة بارزة
- تباعد العينين
- رخاوة المفاصل
- الجزر المعدي المريئي
- اضطرابات النوم
- توقف التنفس أثناء النوم
- نقص في تطور أجزاء من الدماغ - الجسم الثفني والدودة المخيخية
- تأخر في النطق والنمو
- تشوه خياري في الدماغ
- عيوب القلب الخلقية
- نقص التوتر العضلي

من غير الواضح ما إذا كانت قائمة الأعراض كاملة. لا يُعرف سوى القليل جدًا من المعلومات عن المتلازمة. قد تختلف الأعراض بين الأفراد، حتى في العائلة ذاتها.

## السبب
الانقسام الاختزالي عملية تنقسم فيها الخلايا البشرية. في الانقسام الاختزالي، تنقسم أزواج الصبغيات وتنتقل نسخة من كل زوج إلى خلية ابنة واحدة. ينخفض عدد الصبغيات في كل خلية إلى النصف، مع بقاء كل الأجزاء الموجودة على الصبغي (الجينات)، بعد توزعها عشوائيًا. تتحدد المعلومات الوراثية التي تنتقل من الخلية الأم إلى الخلية الابنة بالصدفة البحتة. وبالإضافة إلى هذه العملية العشوائية، توجد عملية عشوائية ثانية. في العملية العشوائية الثانية، يُخلط الحمض النووي خلطًا تحدث من خلاله عمليات حذف القطع الوراثية (الحذف)، وإضافتها (التكرار/التضاعف)، ونقلها من مكان إلى آخر (الإزفاء)، وقلبها (الانقلاب). تؤدي هذه العملية العشوائية الثانية إلى تباين بنسبة 0.4% من الحمض النووي. لذا لا يكون فردان متطابقين وراثيًا بنسبة 100%، حتى في التوائم المتطابقة.
يمكن أن تؤدي العملية العشوائية الثانية إلى أخطاء وراثية. في عمليتي الحذف والتضاعف، قد تكون الصبغيات التي تجتمع معًا في خلية جديدة أقصر أو أطول. ينتج من التغير التلقائي في بنية الحمض النووي نسخ متغايرة العدد. يمكن أن تندمج الصبغيات ذات الأحجام المختلفة في خلية جديدة. إذا حدث ذلك عند حدوث الحمل، تنشأ الخلية البشرية الأولى الحاملة لهذا التغير الجيني. يمكن أن يكون هذا التغير إيجابيًا أو سلبيًا. في الحالات الإيجابية، يصبح الإنسان الجديد قادرًا على اكتساب مهارة خاصة تُعد جيدة، كالمواهب الرياضية أو القدرات العقلية. في الحالات السلبية، يتعامل الإنسان مع متلازمة أو إعاقة شديدة، كما في متلازمة تضاعف 1q21.1.
بناءً على دور الانقسام الاختزالي، يمكن أن تحدث المتلازمة بطريقتين.
1. زيغ تلقائي (حالة جديدة «دي نوفو»): يجتمع صبغيان معًا، يحمل أحدهما اختلافًا في العدد نتيجة الانقسام الاختزالي.
2. لدى أحد الوالدين دون معرفته صبغي يحمل اختلافًا عدديًا ويمرره إلى الطفل عند الحمل، تكون العواقب لدى الطفل متباينة.
وبسبب هذا الخطأ النسخي الجيني، يواجه الجنين مشكلات في النمو خلال الأشهر الأولى من الحمل. بعد نحو 20 إلى 40 يومًا من الإخصاب، يحدث خطأ في تكوين أجزاء الجسم والدماغ، ما يؤدي إلى تفاعل متسلسل.